# Amakusa Airlines
Amakusa Airlines (Japans: 天草エアライン株式会社, Amakusa Earain Kabushiki-gaisha) is een Japanse luchtvaartmaatschappij die zich richt op regionale vluchten. Het hoofdkwartier van Amakusa Airlines ligt op de luchthaven van Amakusa.
De luchtvaartmaatschappij is voor 80% eigendom van de Japanse overheid, de rest is in eigendom van Japan Airlines.

## Geschiedenis
Amakusa Airlines werd opgericht op 9 oktober 1998 en startte zijn activiteiten op 23 maart 2000 met vluchten vanaf Amakusa naar Fukuoka en Kumamoto. Op 1 oktober 2004 begon Amakusa Airlines vluchten uit te voeren tussen Kumamoto en Matsuyama.

## Vloot
In juli 2016 bestaat de vloot van Amakusa Airlines uit:
- 1 ATR-42
- 1 Bombardier Dash8-Q100

Op 18 april 2006 vervoerde de luchtvaartmaatschappij haar 50.000ste passagier.
Op 1 september werden de vluchten tussen Kumamoto en Matsuyama stopgezet. Drie dagen later begon Amakusa Airlines vluchten uit te voeren tussen Kumamoto en Kobe. 